# 宮崎縣綜合博物館

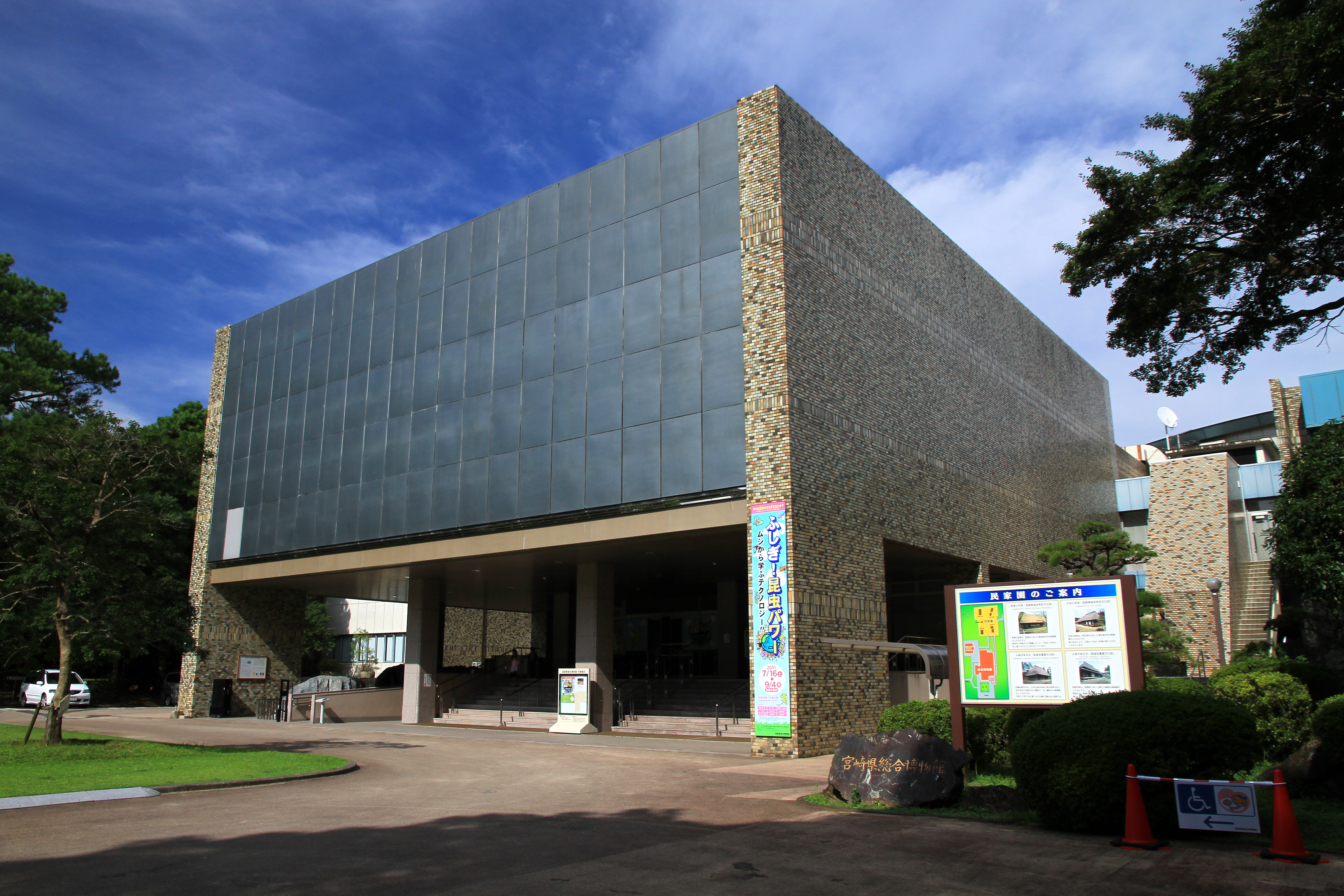

宮崎縣綜合博物館（日语：みやざきけんそうごうはくぶつかん）是位於日本宮崎縣宮崎市的一座縣立博物館。

## 历史
宮崎縣綜合博物館的前身是開幕於1951年的宮崎縣立博物館開館，在1971年改為現名。現在宮崎縣綜合博物館是一座歷史、民俗、自然科學的綜合博物館，展示有關宮崎縣的資料，並設有分館民家園。常設展可免費入場參觀。

## 外部連結
- 宮崎県総合博物館（页面存档备份，存于）

31°56′24″N 131°25′25″E / 31.94000°N 131.42361°E